# Kvarnträsket (Töre socken, Norrbotten, 733816-181781)
Kvarnträsket är en sjö i Kalix kommun i Norrbotten och ingår i Kalixälvens huvudavrinningsområde. Sjön har en area på 0,29 kvadratkilometer och ligger 49,2 meter över havet.

## Delavrinningsområde
Kvarnträsket ingår i det delavrinningsområde (733893-181751) som SMHI kallar för Mynnar i Finnvikgraven. Medelhöjden är 58 meter över havet och ytan är 4,03 kvadratkilometer. Det finns inga avrinningsområden uppströms utan avrinningsområdet är högsta punkten. Vattendraget som avvattnar avrinningsområdet har biflödesordning 3, vilket innebär att vattnet flödar genom totalt 3 vattendrag innan det når havet efter 31 kilometer. Avrinningsområdet består mestadels av skog (78 procent). Avrinningsområdet har 0,41 kvadratkilometer vattenytor vilket ger det en sjöprocent på 10,3 procent.